# Campeonato Mundial de Ginástica Rítmica de 1983
O XI Campeonato Mundial de Ginástica Rítmica transcorreu entre os dias 10 e 11 de novembro de 1983, na cidade de Estrasburgo, na França.

## Eventos
- Grupos
- Individual geral
- Arco
- Bola
- Fita
- Maças

## Medalhistas
| Evento           | Ouro                                                                                        | Prata | Bronze                                                                               |
| Grupos           | Bulgária · (39,300)                                                                         | União Soviética · (39,200) | Coreia do Norte · (38,800)                                                           |
| Individual geral | Diliana Gueorguieva · Bulgária · (39,650)                                                   | Galina Beloglazova · União Soviética · (39,600) · Lilia Ignatova · Bulgária · (39,600) · Anelia Ralenkova · Bulgária · (39,600) | nenhuma                                                                              |
| Fita             | Galina Beloglazova · União Soviética · (19,900) · Diliana Gueorguieva · Bulgária · (19,900) | nenhuma | Anelia Ralenkova · Bulgária · (19,750)                                               |
| Bola             | Galina Beloglazova · União Soviética · (20,000) · Lilia Ignatova · Bulgária · (20,000)      | nenhuma | Diliana Gueorguieva · Bulgária · (19,950) · Anelia Ralenkova · Bulgária · (19,950)   |
| Maças            | Diliana Gueorguieva · Bulgária · (20,000) · Lilia Ignatova · Bulgária · (20,000)            | nenhuma | Dalia Kutkaite · União Soviética · (19,900) · Anelia Ralenkova · Bulgária · (19,900) |
| Arco             | Anelia Ralenkova · Bulgária · (19,600)                                                      | Galina Beloglazova · União Soviética · (19,550)                                                                                 | Lilia Ignatova · Bulgária · (19,650) · Dalia Kutkaite · União Soviética · (19,650)   |

## Quadro de medalhas
| Ordem | País            | Medalha de ouro | Medalha de prata | Medalha de bronze |    |
| ----- | --------------- | --------------- | ---------------- | ----------------- | -- |
| 1     | Bulgária        | 7               | 2                | 5                 | 14 |
| 2     | União Soviética | 2               | 3                | 2                 | 7  |
| 3     | Coreia do Norte |                 |                  | 1                 | 1  |
| TOTAL | TOTAL           | 9               | 5                | 8                 | 22 |